# 大分交通500型電車
大分交通500型電車（おおいたこうつう500かたでんしゃ）は、1956年 - 1959年に大分交通が別大線用に7両を製造した路面電車車両である。

## 概要
側面2箇所の扉（前扉折戸と中扉引戸）を持つ、ボギー車である。

### 車体
車体は普通鋼製で基本設計は300型を踏襲する。ワンマン運行のより種別方向幕を新設し、前面方向幕が大型化となり、ドアの位置は中央に変更になっていた。501・502と503-507では台車のメーカーが異なり、前者は東洋工機製のTK-202、後者は近畿車輛製のKD-202であった。集電装置はパンタグラフ1器を備え、連結運転用の密着連結器を装備していた。

### 諸元
- 501・502 - 自重17.0t、定員90（座席38）名、東洋工機製TK-202台車
- 503 - 507 - 自重17.2t、定員90（座席38）名、近畿車輛製KD-202台車

## 保存車・譲渡車

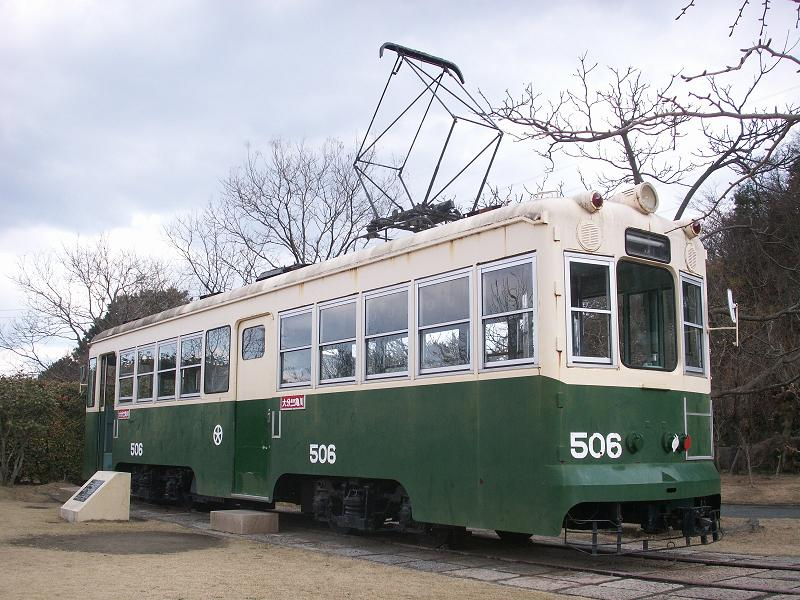
佐野植物公園に保存されていた506号（2009年）

製造時から1972年の同線廃止まで使用され、別大線の廃止後は503・507を除く5両が保存または譲渡された。
- 501：大分市の西大分公園に保存されたが、2004年に解体。
- 502：別府市の亀川浜田公園に保存されたが、1992年に解体[1]。
- 504, 505：岡山電気軌道に譲渡され3500形3501・3502となるが、1982年に車体更新され7201・7202号となる。
- 506：大分市の道の駅たのうららに保存[2]。保存状態は良好だが佐野植物公園に移設時にサッシ窓を交換するなど内外装修復されたため現役時の姿とは異なる[3]。1996年まで若草公園に、2023年まで佐野植物公園に保存されていた。